# قطعنامه ۱۴۸۴ شورای امنیت
قطعنامه ۱۴۸۴ شورای امنیت سازمان ملل متحد که در تاریخ ۳۰ مه ۲۰۰۳ تصویب شد، سندی بین‌المللی دربارهٔ اوضاع در مورد جمهوری دموکراتیک کنگو است. این قطعنامه طی نشست ۴۷۶۴ام با ۱۵ رای موافق، ۰ مخالف و ۰ ممتنع تصویب شد.